# Martin Bécan
Pour les articles homonymes, voir Bécan.
Martin Bécan, connu aussi sous le nom latinisé de Becanus, né le 6 janvier 1563 à Hilvarenbeek (Brabant-Septentrional) et décédé le 24 janvier 1624 à Vienne, est un jésuite des Pays-Bas espagnols, théologien et controversiste catholique de la Contre-Réforme.

## Biographie
Son vrai patronyme serait Schillebeckx ou Schellekens. Il fit ses études au Collegium Tricoronatum de Cologne, et une fois devenu maître ès arts (4 mars 1583) entra dans la Compagnie de Jésus le 23 mars suivant. Il enseigna au même Collegium les humanités jusqu'en 1590, puis la philosophie de 1590 à 1593. Il poursuivit des études de théologie et fut reçu docteur dans cette discipline en 1594.
Il enseigna ensuite la théologie catholique pendant vingt-deux ans, d'abord à Wurtzbourg, puis à Mayence, enfin à Vienne (appelé dans cette dernière ville par l'empereur Matthias Ier en 1613). À partir de 1620, il fut confesseur de l'empereur Ferdinand II.
Il étonnait la cour en refusant l'aide de tout domestique, faisant lui-même son lit, passant le balai dans sa chambre et allant chercher lui-même l'eau nécessaire à sa toilette.
En dehors de nombreuses réponses et réfutations opposées aux ouvrages particuliers de Bécan, il s'est publié plusieurs livres du genre Anti-Becanus, entre autres celui du calviniste allemand Johannes Crocius  (2 vol., Marbourg, 1626), celui du luthérien Johann Matthäus Meyfart (Anti-Becanus, sive Manualis controversiarum theologicarum confutatio, 2 vol., Leipzig, 1627), l'ouvrage collectif (cinquante dissertations) publié sous la direction de Johannes Cocceius (Refutation Compendii Manualis Martini Becani jesuitæ, Franeker, 1647).
Beaucoup d'ouvrages de Martin Bécan furent repris dans l'arrêt du Parlement de Paris du 6 août 1762 visant la « Société soi-disant de Jésus » (les Jésuites) (au titre de « l'enseignement et pratique d'attentats à l'autorité et à la vie des rois par les membres de ladite Société ») et condamnés à être « lacérés et brûlés dans la cour du Palais, au pied du grand escalier d'icelui, par l'exécuteur de la haute justice ».

## Doctrine

### Droit des contrats
Contrairement à la vision de Niccolò Tedeschi qui considérait que les créanciers excommuniés ne pouvaient faire respecter leurs engagements jusqu'à ce qu'ils soient absous, Bécan considère que l'engagement contractuel survit aux différences religieuses. Selon lui, en raison du droit naturel, l'engagement continue de lier les deux parties, peu importe l'hérésie qui peut frapper l'une d'elles.

## Œuvres
- De desperata Calvinistarum prædestinatione, Mayence, 1602.
- Brevis refutatio quarundam propositionum Philippi Plessæi Calvinistæ de Eucharistia.
- Aphorismi doctrinæ Calvinistarum, ex eorum libris, dictis et factis collecti, Mayence, 1608.
- De fide haereticis servanda, 1608.
- Serenissimi Jacobi, Angliæ regis, Apologiæ et monitoriæ Præfationis ad imperatorem, reges et principes refutatio, Mayence, 1610.
- Tractatus de Deo et attributis divinis  Munich, 1611.
- Summa theologiæ scholasticæ, quatre volumes, Mayence, 1612.
- Duellum Martini Becani cum Guilielmo Tooker de primatu regis Angliæ, Mayence, 1612.
- Controversia Anglicana de potestate regis et pontificis, contra Lancelottum Andream, sacellanum regis Angliæ, qui se episcopum Eliensem vocat, pro defensione illustrissimi cardinalis Bellarmini, Mayence, 1612.
- De republica ecclesiastica libri quattuor, contra Marcum Antonium de Dominis, archiepiscopum Spalatensem, nunc desertorem et apostatam, Mayence, 1618.
- Analogia Veteris ac Novi Testamenti, in qua primum status Veteris, deinde consensus, proportio et conspiratio illius cum Novo explicatur, Mayence, 1620
- Manuale controversiarum theologicarum hujus temporis, in quinque libros distributum, Wurtzbourg, 1623[4].
- Opuscula theologica, trois volumes, Paris, Jérôme Drouart, 1617-31.